# Tamborine Mountain (berg)
Tamborine Mountain är ett berg i Australien. Det ligger i regionen Scenic Rim och delstaten Queensland, omkring 52 kilometer söder om delstatshuvudstaden Brisbane. Toppen på Tamborine Mountain är 576 meter över havet.
Tamborine Mountain är den högsta punkten i trakten. Närmaste större samhälle är Tamborine Mountain, nära Tamborine Mountain.
I omgivningarna runt Tamborine Mountain växer i huvudsak städsegrön lövskog. Runt Tamborine Mountain är det ganska tätbefolkat, med 90 invånare per kvadratkilometer. Genomsnittlig årsnederbörd är 1 424 millimeter. Den regnigaste månaden är januari, med i genomsnitt 275 mm nederbörd, och den torraste är oktober, med 21 mm nederbörd.